# ジェフ・グロール
ジェフリー・トッド・グロール（英語: Jeffrey Todd Glor、1975年7月12日 - ）は、アメリカのジャーナリストで、『CBSサタデーモーニング』の共同ホストであり、CBSニュースの特別特派員でもある。かつて、2017年から2019年まで『CBSイブニングニュース』のアンカーを務めていた。

## 幼少期と教育
ジェフ・グロールはニューヨーク州バッファローで生まれ、故郷の同州トナワンダにある公立高校であるケンモア東高等学校に通った。1997年にシラキュース大学を卒業し、ジャーナリズム（ニューハウススクールから）と経済学の2つの学位を取得した。シラキュースで、「ジャーナリズムに最も熟練した」ニューハウスの学生に与えられるヘンリー・J・ウルフ（Henry J. Wolff）賞を受賞した。

## 生涯とキャリア
グロールはシラキュースにあるWSTM-TVの17:00のニュース番組の共同アンカーで、23:00のニュース番組のリポーターでもあった（2000年〜2003年）。1997年から2000年までは朝のニュースのアンカーを務めた。大学に通いながら、パートタイムのプロデューサーとしてWSTMに入社した。「シラキュース・ニュー・タイムズ」から「Best Male News Anchor」に選ばれ、40歳未満の最も有望な40人の専門家の1人に選ばれた。「The Legal Handbook for NY State Journalists（ニューヨーク州ジャーナリストのための法律ハンドブック）」の寄稿者であり、研究者でもあった。2003年から2007年まで、ボストンのWHDHで週末の夕方のニュースアンカーと平日のリポーターを務めた。
2007年にCBSニュースに共同アンカーとして入社し、後に『サタデー・アーリー・ショー』のニュースリーダーを務めた。また、主に『ジ・アーリー・ショー』の平日版についてリポートし、イラク、中国での長期の期間を含め、2008年アメリカ大統領選挙についてもリポートした。2008年から、2009年から2010年までラス・ミッチェルと交代で、『CBSサタデーイブニングニュース』のアンカーを務めた。また、2009年には、エミー賞を受賞した『CBSイブニングニュース』や『CBSサンデーモーニング』など、他の放送の取材も始めた。
2011年1月から2012年1月まで、『ジ・アーリー・ショー』のニュースアンカーを務めた。その後、2012年には『ザ・アーリー・ショー』の後継となる新番組『CBSディス・モーニング』土曜版のアンカーを務め、『CBSディス・モーニング』の特派員として長編ニュース記事の報道にも力を入れ始めた。2012年から2016年まで、『CBSサンデーイブニングニュース』のアンカーを務め、2013年から2014年までは、ゼネラル・モーターズとタカタのリコールを含む、『CBSイブニングニュース』の広範な調査報道の特派員だった。2015年と2016年、『60ミニッツ・スポーツ』に幅広いニュース記事を寄稿した。また、PBSのチャーリー・ローズの名を冠した番組で代役を務め始めた。

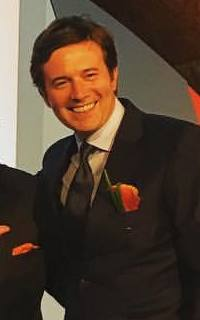
2015年のグロール

2017年10月25日、CBSは、同年6月に辞任したスコット・ペリーの後任として、グロールが2017年後半に『CBSイブニングニュース』の新しいアンカーになると発表した（アンソニー・メイソンは、ペリーが降りた後、暫定アンカーを務めていた）。2017年12月4日に『CBSイブニングニュース』の新しい平日アンカーになった。
ドナルド・トランプ大統領（当時）が2015年のパリ協定からアメリカを撤退させる決定を下した後、2017年12月、パリで開催されたワン・プラネット・サミット（One Planet Summit）でフランス大統領のエマニュエル・マクロンにインタビューした。その夜、アメリカのネットワークでは初めてエリゼ宮殿から『イブニングニュース』を生放送した。
2018年5月29日、『CBSイブニングニュース・ウィズ・ジェフ・グロール』は、1991年にCBSニュースによって最初に開始された詳細なニュース特集「アイ・オン・アメリカ（Eye on America）」を復活させた。国内の報道支局によって制作された没入型リポートは、銃乱射事件の時代における教師の役割、聖域都市、オピオイド中毒などの重要な問題に焦点を当てている。
2019年5月6日、CBSニュース社長のスーザン・ジリンスキーは、夏からノラ・オドネルが『CBSイブニングニュース』の新しいアンカー兼編集長になり、同ネットワークはグロールがCBSニュースに留まる「機会について話し合っている」と発表した。『CBSイブニングニュース』のグロールの最後の放送は同年5月10日で、そこでオドネルに「最高の幸運」を祈り、完全なスタッフクレジットを流して舞台裏のチームに敬意を表した。暫定的を務めた一連のアンカーをローテーションさせた。
2019年6月22日から、『CBSディス・モーニング:サタデー』（後に『CBSサタデーモーニング』と改題）の共同ホストとしてダナ・ジェイコブソンとミシェル・ミラーに加わり、同ネットワークの特集記事と調査報道をリポートするCBSニュースの特別特派員も務めている。

## 私生活
バッファロー・ビルズのファンであるグロールは、2011年8月30日に『ジ・アーリー・ショー』で元ビルズのヘッドコーチ、マーブ・リービーにインタビューした。
グロールと妻のニコル（Nicole、旧姓：グラブ（Glab））は、シラキュース大学で知り合ったフィットネスインストラクターで元大学のチアリーダーで、コネチカット州グリニッジに住んでいて、息子と娘の2人の子供がいる。兄弟のリチャード（Richard）は、トカゲの進化の専門家であり、カンザス大学生物多様性研究所及び自然史博物館の爬虫両生類学の学芸員である。